# Fieseler Fi 253
Die Fieseler Fi 253 „Spatz“ war ein ziviles Sportflugzeug des Fieseler Flugzeugbau Kassel.

## Entwicklung
Das Flugzeug wurde unter der Prämisse entwickelt, eine preiswerte und zuverlässige Maschine mit einem Minimum an Haltungskosten zu bekommen. Gerhard Fieseler wollte seinem Wunsch nach einem Volksflugzeug wieder näher kommen. Das Flugzeug war ein abgestrebter Hochdecker in Gemischtbauweise und starrem Normalfahrwerk. Der Rumpf bestand aus einem Stahlrohrgerüst und wurde wie die aus Holz gefertigten Tragflächen mit Stoff bespannt. Als Leitwerk war ein verspanntes Normalleitwerk konstruiert worden. In der geschlossenen Kabine waren zwei Sitze nebeneinander angeordnet. Als Antrieb diente ein Reihenvierzylindermotor Zündapp Z 9-092 mit 50 PS. Aufgrund des bevorstehenden Krieges wurden nur wenige Versuchsmuster gebaut.

## Technische Daten der Fieseler Fi 253 „Spatz“
| Kenngröße             | Daten                                 |
| --------------------- | ------------------------------------- |
| Besatzung             | 1                                     |
| Passagiere            | 1                                     |
| Länge                 | 7,25 m                                |
| Spannweite            | 11,00 m                               |
| Höhe                  | 2,30 m                                |
| Flügelfläche          | 16,00 m²                              |
| Flügelstreckung       | 7,6                                   |
| Nutzlast              | 205 kg                                |
| Rüstmasse             | 295 kg                                |
| Startmasse            | 500 kg                                |
| Reisegeschwindigkeit  | 125 km/h                              |
| Höchstgeschwindigkeit | 140 km/h                              |
| Landegeschwindigkeit  | 60 km/h                               |
| Reichweite            | ca. 450 km                            |
| Triebwerk             | ein Zündapp Z 9-092 mit 50 PS (37 kW) |